# Álex Valle
Álex Valle Gómez (* 25. April 2004 in Badalona) ist ein spanischer Fußballspieler, der beim FC Barcelona unter Vertrag steht und der aktuell an Como 1907 ausgeliehen ist.

## Karriere

### Verein
Álex Valle wurde in Badalona, etwa zehn Kilometer nordöstlich der katalanischen Metropole Barcelona, geboren. Seine Karriere begann er im Großraum Barcelona bei den Vereinen UDA Gramenet und CE Sant Gabriel. Im Jahr 2014 wechselte Valle nach La Masia, der Fußball-Jugendakademie des FC Barcelona. Am 19. März 2022 gab Valle sein Debüt für den FC Barcelona Atlètic, der zweiten Mannschaft des Vereins, als er bei einem 2:1-Heimsieg in der Primera Federación gegen UE Cornellà in der Startelf stand. Im Januar 2023 verlängerte er seinen Vertrag bis 2025 in Barcelona und wurde für den Rest der Saison 2022/23 an den Zweitligisten FC Andorra ausgeliehen. Ab August 2023 wurde er innerhalb der zweiten Liga weiter an UD Levante verliehen. Nach einer Rückkehr verlängerte Valle im August 2024 seinen Vertrag bei „Barça“ bis 2026 und wurde für ein Jahr an Celtic Glasgow nach Schottland verliehen. Im Januar 2025 wurde die Leihe vorzeitig beendet. Valle gewann mit Celtic während seiner Leihe im Dezember 2024 den Schottischen Ligapokal. Am 31. Januar 2025 gab Como 1907 die Verpflichtung von Valle bekannt.

### Nationalmannschaft
Álex Valle spielte im Jahr 2022 viermal in der spanischen U18-Nationalmannschaft und erzielte ein Tor gegen Frankreich. Im selben Jahr gab er auch sein Debüt in der U19-Nationalmannschaft. Mit der Mannschaft nahm er 2023 an der Europameisterschaft dieser Altersklasse teil. Bei dem Turnier in Malta erreichte Valle mit Spanien das Halbfinale, in dem es eine Niederlage gegen den späteren Turniersieger Italien gab. Valle absolvierte für Spanien alle Spiele während des Turniers.

## Erfolge
mit Celtic Glasgow:
- Schottischer Ligapokal: 2025